# Guatemalas flagga
Guatemalas flagga är vertikalt tredelad med två ljusblå och ett vitt band som symboliserar Guatemalas läge mellan Atlanten och Stilla havet. Färgerna är hämtade från den flagga som användes av Centralamerikanska federationen, där många av dagens centralamerikanska länder ingick. Mitt på flaggan finns statsvapnet med en grön och röd quetzal som är landets nationalfågel och en gul banderoll med texten Libertad 15 de septiembre de 1821 (sp: Frihet 15 september 1821), vilket påminner om att landet blev självständigt från Spanien den 15 september 1821. I bakgrunden finns två korsade gevär, två korsade svärd och en bladranka. I likhet med många andra latinamerikanska flaggor finns Guatemalas flagga även i en version för enskild användning (bandera civil) utan statsvapnet. Flaggan antogs den 17 augusti 1871 och har proportionerna 5:8.

## Färger
| Färgschema  | Briljantblå | Briljantblå      | Vit | Vit         |
| ----------- | ----------- | ---------------- | --- | ----------- |
| Pantone     |             | 297              |     | Safe        |
| RGB         |             | 73-151-208       |     | 255-255-255 |
| CMYK        |             | 64.9-27.4-0-18.4 |     | 0-0-0-0-0   |
| HTML-färger |             | 4997D0           |     | FFFFFF      |